# Mohamed Homos
Mohamed Sulaiman Hamza "Homos" (arab.: محمد حمص), ur. 1 stycznia 1979 – piłkarz egipski grający na pozycji pomocnika. Mierzy 183 cm wzrostu. Obecnie jest zawodnikiem Ismaily SC.

## Kariera klubowa
"Homos" od początku swojej kariery, czyli od 1997 roku występuje w egipskim klubie Ismaily SC. Zdobył w nim 32 bramki.

## Kariera reprezentacyjna
W reprezentacji Egiptu zanotował jak dotychczas 18 spotkań. Jedyną bramkę zdobył głową, podczas meczu grupowego Puchar Konfederacji w piłce nożnej 2009 w Południowej Afryce, w spotkaniu z Włochami. Jego kraj zwyciężył 1:0, a on został uznany przez FIFA najlepszym piłkarzem spotkania.